# Лесогорское
Лесого́рское (с 1947 по 1993 годы — город Лесого́рск) — село в Углегорском районе Сахалинской области.

Японская открытка: Русская церковь в посёлке Наёси (село Лесогорское) префектуры Карафуто. Перед церковью японцы с русскими женщинами и детьми, 1910-е годы

Село расположено на западном побережье Сахалина, в 415 км к северо-западу от Южно-Сахалинска.
Основан в 1860 году, с 1870 назывался пост Сортунайский. В 1905, согласно Портсмутскому договору, вместе со всей территорией острова Сахалин южнее 50-й параллели отошёл к Японии и получил название Наёси (яп. 名好). В 1945, после возвращения сахалинских территорий, — вновь в составе России. В 1947 получил статус города и был переименован в Лесогорск. В 1946—1963 годах был центром одноимённого района.
В 1993 году Лесогорск утратил статус города и был преобразован в село Лесогорское.
Имеется леспромхоз, пищекомбинат; производство строительных материалов.

## Население
По переписи 2002 года население — 676 человек (334 мужчины, 342 женщины). Преобладающая национальность — русские (89 %).
| 1925 | 1935 | 1970 | 1979 | 1989 |
| ---- | ---- | ---- | ---- | ---- |
| 498  | 3085 | 2415 | 2054 | 1501 |

| 2002 | 2010 | 2013 | 2021 |
| ---- | ---- | ---- | ---- |
| 676  | ↘398 | ↘341 | ↘232 |